# Temporada 2023 del Campeonato de Europa de Stock
La Temporada 2023 del Campeonato de Europa de Stock es la primera temporada tras su separación del Campeonato de Europa de Moto2, convirtiéndose en categoría única.

## Calendario
El calendario provisional se publicó en noviembre de 2022.
| Ronda | Fecha          | Circuito  | Pole position  | Vuelta rápida  | Ganador        | Constructor |
| ----- | -------------- | --------- | -------------- | -------------- | -------------- | ----------- |
| 1     | 7 de mayo      | Estoril   | Eric Fernández | Dani Muñoz     | Dani Muñoz     | Yamaha      |
| 2     | 21 de mayo     | Valencia  | Dani Muñoz     | Dani Muñoz     | Dani Muñoz     | Yamaha      |
| 3     | 4 de junio     | Jerez     | Dani Muñoz     | Eric Fernández | Eric Fernández | Yamaha      |
| 4     | 2 de julio     | Portimão  | Dani Muñoz     | Dani Muñoz     | Dani Muñoz     | Yamaha      |
| 5     | 17 julio       | Barcelona | Dani Muñoz     | Dani Muñoz     | Dani Muñoz     | Yamaha      |
| 6     | 8 de octubre   | Aragón    | Dani Muñoz     | Eric Fernández | Eric Fernández | Yamaha      |
| 7     | 5 de noviembre | Valencia  | Dani Muñoz     | Eric Fernández | Dani Muñoz     | Yamaha      |

## Equipos y pilotos
| Equipo                     | Constructor | N.º | Piloto                | Rondas |
| -------------------------- | ----------- | --- | --------------------- | ------ |
| STV Laglisse Racing        | Honda       | 19  | Li Shuai              | 7      |
| Kawasaki Palmeto PL Racing | Kawasaki    | 61  | Javier del Olmo       | 1-7    |
| Fifty Motorsport           | Yamaha      | 3   | Pasquale Alfano       | 1      |
| Fifty Motorsport           | Yamaha      | 23  | Álex Millán           | 1-6    |
| MMG-Pinamoto RS            | Yamaha      | 3   | Pasquale Alfano       | 4-5    |
| MMG-Pinamoto RS            | Yamaha      | 6   | Jacopo Hosciuc        | 1-5    |
| MMG-Pinamoto RS            | Yamaha      | 84  | Juanes Rivera         | 3      |
| MMG-Pinamoto RS            | Yamaha      | 85  | Mateusz Hulewicz      | 1-7    |
| Fau55 Tey Racing           | Yamaha      | 4   | Eric Fernández        | 1-7    |
| Fau55 Tey Racing           | Yamaha      | 10  | Guillermo Moreno      | 1-7    |
| Fau55 Tey Racing           | Yamaha      | 86  | Kylian Nestola        | 1-7    |
| Fau55 Tey Racing           | Yamaha      | 95  | Borja Jiménez         | 5-7    |
| EasyRace Team              | Yamaha      | 8   | Marco García          | 1-7    |
| EasyRace Team              | Yamaha      | 37  | Corey Tinker          | 1-5    |
| EasyRace Team              | Yamaha      | 44  | Adrián Rodríguez      | 1-7    |
| Yamaha GV Stratos          | Yamaha      | 11  | Iker García           | 7      |
| Yamaha GV Stratos          | Yamaha      | 21  | Daniel Brooks         | 1-7    |
| Yamaha GV Stratos          | Yamaha      | 24  | Maxi Rocha            | 1-5    |
| Yamaha GV Stratos          | Yamaha      | 29  | Kike Ferrer           | 5-6    |
| Yamaha GV Stratos          | Yamaha      | 38  | Juan Rodríguez        | 6      |
| Yamaha GV Stratos          | Yamaha      | 82  | Mario Mayor           | 1-7    |
| Yamaha GV Stratos          | Yamaha      | 91  | Mihail Florov         | 1-2    |
| IUM Motorsport             | Yamaha      | 13  | Dino Iozzo            | 1-7    |
| IUM Motorsport             | Yamaha      | 22  | Declan van Rosmalen   | 7      |
| SP57 Racing Team           | Yamaha      | 17  | Dani Muñoz            | 1-7    |
| SuperHugo44 Team           | Yamaha      | 23  | Álex Millán           | 7      |
| SuperHugo44 Team           | Yamaha      | 58  | José Luis Armario     | 5-7    |
| MDR Competición            | Yamaha      | 25  | Bence Kecskes         | 6      |
| Cardoso - Fantic Racing    | Yamaha      | 30  | Gian Paolo Di Vittori | 6      |
| Frando Racing VHC Team     | Yamaha      | 34  | Britanni Vaccarino    | 6-7    |
| AC Racing Team             | Yamaha      | 64  | Nazareno Gómez        | 1-5    |
| MRE Talent                 | Yamaha      | 69  | Archie McDonald       | 1-7    |
| LST Motorsport             | Yamaha      | 73  | Gonçalo Ribeiro       | 1-6    |
| CF Motorsport              | Yamaha      | 74  | Carter Brown          | 1-7    |
| CF Motorsport              | Yamaha      | 99  | Jack Bednarek         | 1, 3-6 |
| Hela Motor Sport Bulgaria  | Yamaha      | 91  | Mihail Florov         | 6      |
| Listas de inscritos:       |             |     |                       |        |

## Resultados

### Campeonato de pilotos
Sistema de puntuación
Los puntos se reparten entre los quince primeros clasificados en acabar la carrera. Sistema de puntuación de 1993 hasta 2022:
| Posición | 1.º | 2.º | 3.º | 4.º | 5.º | 6.º | 7.º | 8.º | 9.º | 10.º | 11.º | 12.º | 13.º | 14.º | 15.º |
| Puntos   | 25  | 20  | 16  | 13  | 11  | 10  | 9   | 8   | 7   | 6    | 5    | 4    | 3    | 2    | 1    |

| Pos. | Piloto                | Moto                      | Equipo                     | EST | VAL | JER | POR | BAR | ARA | VAL | Ptos. |
| ---- | --------------------- | ------------------------- | -------------------------- | --- | --- | --- | --- | --- | --- | --- | ----- |
| 1    | Dani Muñoz            | Yamaha                    | SP57 Racing Team           | 1   | 1   | 2   | 1   | 1   | 2   | 1   | 165   |
| 2    | Eric Fernández        | Yamaha                    | Fau55 Tey Racing           | Ret | 2   | 1   | 2   | 2   | 1   | 2   | 130   |
| 3    | Marco García          | Yamaha                    | EasyRace Team              | 2   | 7   | 4   | 3   | 4   | 5   | 3   | 98    |
| 4    | Dino Iozzo            | Yamaha                    | IUM Motorsport             | Ret | 3   | 3   | 7   | 3   | 3   | Ret | 73    |
| 5    | Archie McDonald       | Yamaha                    | MRE Talent                 | 6   | 4   | 6   | 4   | 8   | 7   | 7   | 72    |
| 6    | Mario Mayor           | Yamaha                    | Yamaha GV Stratos          | 4   | 8   | 5   | 6   | 20  | 6   | 5   | 63    |
| 7    | Adrián Rodríguez      | Yamaha                    | EasyRace Team              | 5   | 5   | 13  | 8   | 5   | 11  | 4   | 62    |
| 8    | Álex Millán           | Yamaha                    | Fifty Motorsport           | 3   | 6   | Ret | 5   | 6   | Ret | 9   | 54    |
| 9    | Guillermo Moreno      | Yamaha                    | Fau55 Tey Racing           | 9   | 10  | 9   | 15  | 10  | 9   | 11  | 39    |
| 10   | Corey Tinker          | Yamaha                    | EasyRace Team              | 7   | 9   | 7   | 14  | Ret |     |     | 27    |
| 11   | Maxi Rocha            | Yamaha                    | Yamaha GV Stratos          | 8   | 13  | 11  | 10  | 11  |     |     | 27    |
| 12   | José Luis Armario     | Yamaha                    | SuperHugo44 Team           |     |     |     |     | 12  | 8   | 6   | 22    |
| 13   | Daniel Brooks         | Yamaha                    | Yamaha GV Stratos          |     | 11  | WD  | 12  | 13  | 10  | 12  | 22    |
| 14   | Kylian Nestola        | Yamaha                    | Fau55 Tey Racing           | 11  | 12  | Ret | 19  | 17  | 12  | 10  | 19    |
| 15   | Jacopo Hosciuc        | Yamaha                    | MMG-Pinamoto RS            | WD  | WD  | 8   | 9   | Ret |     |     | 15    |
| 15   | Juan Rodríguez        | Yamaha                    | Yamaha GV Stratos          |     |     |     |     |     | 4   |     | 13    |
| 17   | Carter Brown          | Yamaha                    | CF Motorsport              | Ret | Ret | 17  | 13  | 9   | DNS | Ret | 10    |
| 18   | Borja Jiménez         | Yamaha                    | Fau55 Tey Racing           |     |     |     |     | 7   | Ret | Ret | 9     |
| 19   | Iker García           | Yamaha                    | Yamaha GV Stratos          |     |     |     |     |     |     | 8   | 8     |
| 20   | Pasquale Alfano       | Yamaha                    | Fifty Motorsport           | WD  |     |     |     |     |     |     | 7     |
| 20   | Yamaha                | MMG-Pinamoto RS           |                            |     |     | 11  | 14  |     |     |     | 7     |
| 21   | Gonçalo Ribeiro       | Yamaha                    | LST Motorsport             | 13  | 18  | 12  | Ret | DNS | 20  |     | 7     |
| 22   | Mateusz Hulewicz      | Yamaha                    | MMG-Pinamoto RS            | Ret | 14  | Ret | 16  | 15  | 15  | 13  | 7     |
| 23   | Juanes Rivera         | Yamaha                    | MMG-Pinamoto RS            |     |     | 10  |     |     |     |     | 6     |
| 24   | Mihail Florov         | Yamaha                    | Yamaha GV Stratos          | 10  | 16  |     |     |     |     |     | 6     |
| 24   | Yamaha                | Hela Motor Sport Bulgaria |                            |     |     |     |     | 16  |     |     | 6     |
| 25   | Javier del Olmo       | Kawasaki                  | Kawasaki Palmeto PL Racing | 14  | 15  | 15  | 17  | 16  | 14  | Ret | 6     |
| 26   | Jack Bednarek         | Yamaha                    | CF Motorsport              | 12  |     | 16  | Ret | 18  | 17  |     | 4     |
| 27   | Bence Kecskes         | Yamaha                    | MDR Competición            |     |     |     |     |     | 13  |     | 3     |
| 28   | Nazareno Gómez        | Yamaha                    | AC Racing Team             | 15  | 17  | 14  | 18  | 19  |     |     | 3     |
| 29   | Declan van Rosmalen   | Yamaha                    | IUM Motorsport             |     |     |     |     |     |     | 14  | 2     |
| 30   | Brittani Vaccarino    | Yamaha                    | Frando Racing VHC Team     |     |     |     |     |     | 18  | 15  | 1     |
| 31   | Gian Paolo Di Vittori | Yamaha                    | Cardoso - Fantic Racing    |     |     |     |     |     | 19  |     | 0     |
| 32   | Kike Ferrer           | Yamaha                    | Yamaha GV Stratos          |     |     |     |     | 21  | DNS |     | 0     |
| 33   | Li Shuai              | Honda                     | STV Laglisse Racing        |     |     |     |     |     |     | WD  | 0     |
| Pos. | Piloto                | Moto                      | Equipo                     | EST | VAL | JER | POR | BAR | ARA | VAL | Ptos. |

| Color     | Resultado                                                               |
| --------- | ----------------------------------------------------------------------- |
| Oro       | Ganador                                                                 |
| Plata     | 2.ª plaza                                                               |
| Bronce    | 3.ª plaza                                                               |
| Verde     | Finalizó en los puntos                                                  |
| Azul      | Finalizó sin puntos                                                     |
| Azul      | NC - No clasificado                                                     |
| Violeta   | Ret - No terminó (Carrera)                                              |
| Rojo      | DNQ - No se clasificó                                                   |
| Negro     | DSQ - Descalificado                                                     |
| Blanco    | DNS - No empezó (carrera)                                               |
| Blanco    | WD - Retirado (fin de semana)                                           |
| Blanco    | C - Carrera cancelada                                                   |
| Sin color | DNP - Inscrito pero no participó                                        |
| Sin color | INJ - Lesionado                                                         |
| Sin color | EX - Excluido                                                           |
| Estado    | Resultado                                                               |
| Negrita   | Pole position                                                           |
| Cursiva   | Vuelta rápida                                                           |
| †         | Abandona, pero clasifica al completar el porcentaje requerido para ello |

### Campeonato de Constructores
| Pos. | Constructor | EST | VAL | JER | POR | BAR | ARA | VAL | Ptos. |
| ---- | ----------- | --- | --- | --- | --- | --- | --- | --- | ----- |
| 1    | Yamaha      | 1   | 1   | 1   | 1   | 1   | 1   | 1   | 175   |
| 2    | Kawasaki    | 14  | 15  | 15  | 17  | 16  | 14  | Ret | 6     |
| 3    | Honda       |     |     |     |     |     |     | WD  | 0     |
| Pos. | Constructor | EST | VAL | JER | POR | BAR | ARA | VAL | Ptos. |